# 吉根城
吉根城（きっこじょう）は、愛知県名古屋市守山区にあった日本の城（平城）。

## 概要
守山丘陵の麓にある独立丘陵に位置しており、北側は庄内川が流れている。
城址は上島古墳群の一部となっており、神明社が建立されている。
織田信雄分限帳に家臣であった北野彦四郎が吉根を治めていた事が書かれているが、それ以外の文献で北野氏が出てこないため詳細は不明である。

## 歴史
北野彦四郎は、春日井郡北野村の人物で、二百六十貫（約1300石）の知行で織田信雄に仕えており、小牧・長久手の戦いでも信雄に属して戦っていたと伝わる。
しかし、彦四郎は合戦に敗れて、居城である吉根城へ戻り、この城で亡くなったと伝わる。

## 現地情報

### 所在地
- 愛知県名古屋市守山区吉根上島

### アクセス

#### 鉄道
- JR中央本線 神領駅から徒歩で約20分。